# Amt Ockstadt

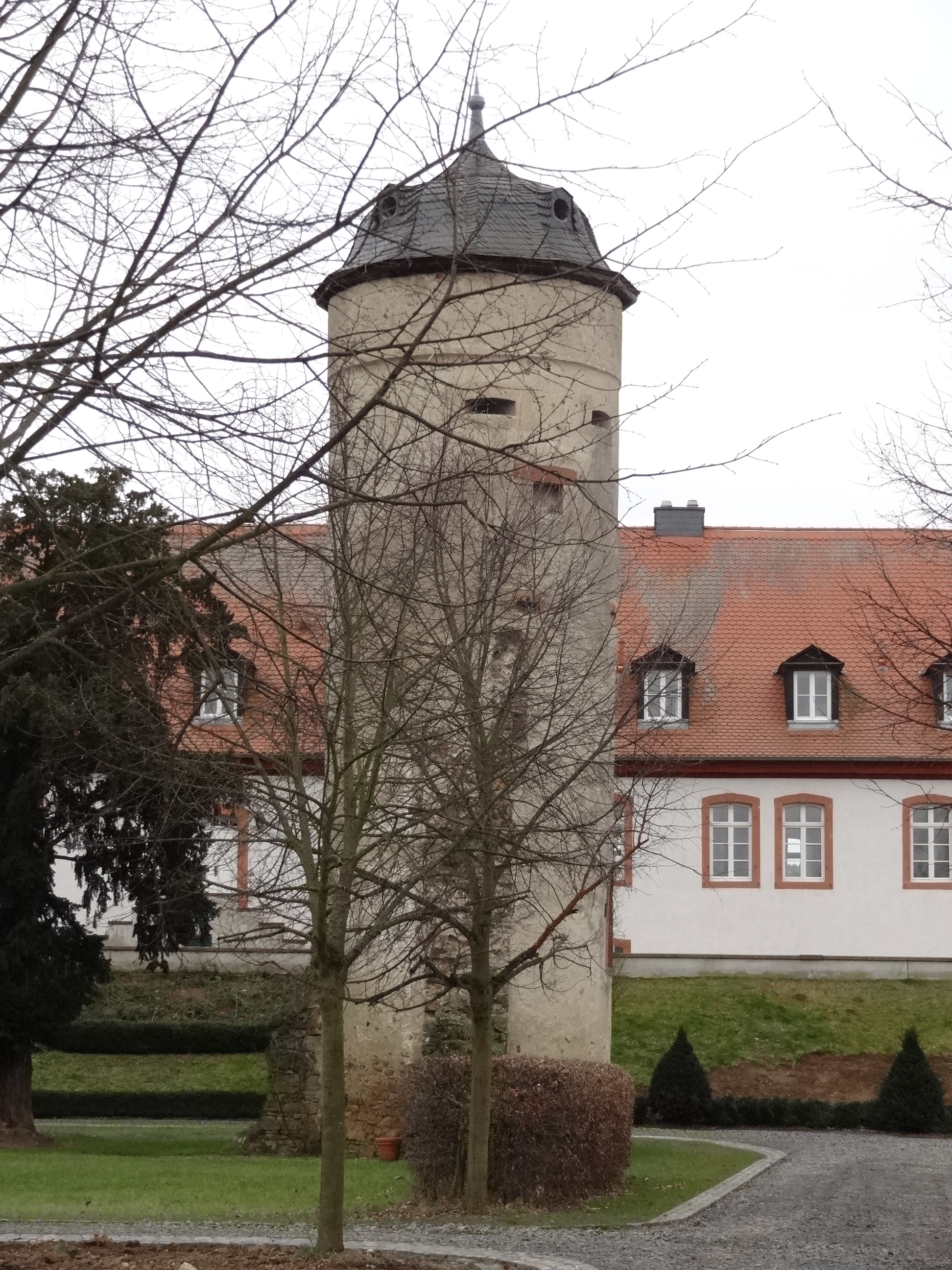
Der Amts-Mittelpunkt: Schloss Ockstadt

Das Amt Ockstadt war ein Amt der Herren von Frankenstein. Nach 1806 gehörte es zum Großherzogtum Hessen und war dort zunächst auch ein Patrimonialgericht.

## Funktion
In der Frühen Neuzeit waren Ämter und Patrimonialgerichte eine Ebene zwischen den Gemeinden und der Landesherrschaft. Die Funktionen von Verwaltung und Rechtsprechung waren hier nicht getrennt. 

## Geschichte
Seit dem Ende des 14. Jahrhunderts sind die Herren von Cleen als Besitzer von Ockstadt greifbar. 1521 kam dieser Besitz in weiblicher Erbfolge an die Herren von Frankenstein, die ihn auch am Ende des Alten Reichs noch innehatten. Zu dem Besitz gehörte auch ihre Funktion als Inhaber der Patrimonialgerichtsbarkeit. Ockstadt gehörte zum Gebiet des Gemeinen Rechts, das hier ohne die Überlagerung von Partikularrecht galt.
Mit der Rheinbundakte von 1806 fiel die staatliche Hoheit über Ockstadt dem Großherzogtum Hessen zu. Dieses gliederte das Gebiet in das Fürstentum Oberhessen (ab 1816: „Provinz Oberhessen“) ein. Dieser Übergang ließ aber die Rechte der Inhaber des Patrimonialgerichts unangetastet. Die Patrimonialgerichtsbarkeit umfasste nicht nur die erstinstanzliche Rechtsprechung, sondern auch eine Reihe von Kompetenzen im Bereich der öffentlichen Sicherheit und Ordnung, ähnlich der eines Amtes. Der Staat war daher im Sinne des Gewaltmonopols bestrebt, diese hoheitlichen Kompetenzen selbst zu übernehmen.
Die Justiz- und Verwaltungsreform von 1821 ordnete alle staatlichen Verwaltungsaufgaben dem Landratsbezirk Butzbach (ab 1829 „Landratsbezirk Friedberg“) zu. Im Umfeld dieser Reform gelang es dem Staat, ein Abkommen mit den Freiherren von Frankenstein zu schließen, nach dem die mit dem Patrimonialgericht verbundenen Rechte und Pflichten ab 1822 auf den Staat übergingen, der – gesichtswahrend – zusagte, das im Namen der ehemaligen Patrimonialgerichtsherren zu tun. Dabei wurde die Struktur des Patrimonialgerichts der staatlichen völlig angeglichen, die Trennung der Rechtsprechung von der Verwaltung vollzogen. Die Rechtsprechung wurde dem Landgericht Friedberg und auch die bisher patrimonialgerichtliche Verwaltung dem Landratsbezirk Butzbach übertragen.

## Bestandteile
Zum Amt Ockstadt gehörten zum Zeitpunkt seines Übergangs an das Großherzogtum Hessen 1806:
- Ockstadt und
- der Straßheimer Hof[8].

Das Gebiet des ehemaligen Amtes Ockstadt ist heute Teil der Stadt Friedberg.